# Abraxas labraria
Abraxas labraria är en fjärilsart som beskrevs av Achille Guenée 1858. Abraxas labraria ingår i släktet Abraxas och familjen mätare. Inga underarter finns listade i Catalogue of Life.